# Ugo Pirro
Ugo Pirro (Battipaglia, 20 de abril de 1920 – Roma, 18 de janeiro de 2008) foi um roteirista italiano.